# Rubus domingensis
Rubus domingensis är en rosväxtart som beskrevs av Wilhelm Olbers Focke. Rubus domingensis ingår i släktet rubusar, och familjen rosväxter. Inga underarter finns listade i Catalogue of Life.